# 蘭嶼觀點
《蘭嶼觀點》（英語：Voices of Orchid Island）是一部台灣紀錄片，由胡台麗導演。影片紀錄蘭嶼居住的雅美族（現名：達悟族）人對於觀光開放、現代醫療與蘭嶼貯存場設立的看法。

## 內容介紹
導演以漢人人類學家身分與布農族的田雅各醫師，達悟族的兩位反核青年施努來、郭建平的協助下完成此部作品。影片探討了達悟族人的傳統觀念對於拍照技術的恐懼，並反感於隨著觀光發展族人與居住空間成為台灣遊客拍攝對象，遊客更貶低傳統服飾「丁字褲」為落後象徵；當地駐有衛生所，但醫療資源仍遠遠不足，且族人相信疾病源自於惡靈（anito）的侵入不願就醫或考量包機後送治療的交通成本將造成經濟上的負擔，使得醫療行為在當地難以推展；也記錄了族人口述如何舉行驅逐惡靈的儀式；另外，自1970年起，台灣電力公司在當地設置蘭嶼貯存場用於掩埋核廢料，反核青年們苦於當時居民多於台灣就學就業，失去對於蘭嶼的土地認同與文化連結，倡議難以獲得共鳴。

## 參展紀錄
- 1993年 第30屆金馬獎 最佳紀實報導片
- 1994年 美國芝加哥國際影展（Chicago International Film Festival）紀錄片藝術與人文類「銀牌獎」
- 1994年 法國世界民族誌影展（Bilan Du Film Ethnographique）
- 1994年 德國哥丁根國際民族誌影展（Gottingen International Ethnographic Film Festival）
- 1995年 紐約瑪格麗特‧米德紀錄片影展
- 2014年 印度亞洲女性影展（新德里）